# 明月照尖東
《明月照尖東》（英語：[With or Without You] 错误：{{Lang}}：文本有斜体标记（帮助））是黃泰來執導一部1992年香港電影。本片上映之後，由張學友所飾演的角色太子大受歡迎，製片商後來又拍攝了續集太子傳說。故事描述阿明丟槍，與翠兒逐漸認識，經歷誤會、工作紛爭、酒家女對上警察的尷尬身份等種種波折，最後太子返回香港，見翠兒癡愛勝過於太子，原本異想天開帶著翠兒離開，以為能與翠兒共度兩人世界，礙於殺手身份被通緝，翠兒最後選擇阿明是警察身份。

## 劇情概要
阿明在路上看見翠兒，對她有好感之意，於是跟著翠兒找到這間酒吧，趁警察盤檢名義追求翠兒。不久阿明失戀，跑到翠兒工作的地方來喝酒聊天，但沒想到喝的爛醉，卻意外將警槍搞丟了，幸好得到線報，在保齡球館有筆槍枝交易，翠兒被阿超發現與啞巴是同伙，翠兒急忙將交易款丟給啞巴，阿超追著跑，引起阿明注意，從阿超得知失槍藏在男廁所，意外地在廁所門外遇見翠兒，因此誤會她與這起失槍交易有關連。找不到失槍的阿明，急忙地直奔酒吧找翠兒，引起東哥的不滿，但翠兒隱瞞著阿明，此時發生啞巴槍殺阿超，阿明立刻追著啞巴，後來追丟。現場發現並無遺留彈頭，阿明正尋找彈頭之時，翠兒將彈頭交給阿達。啞巴聽到阿明要抓翠兒時候，急忙向阿明自首，並得知失槍藏在樹上，阿明順利找回失槍後，不久獲報太子返回香港，阿明從太子檔案知道翠兒是太子的女友。太子返回就直奔翠兒的酒吧，正巧遇見東哥鬧場，拿酒欺負女人，此時阿明趕來送給翠兒生日禮物，太子對翠兒選擇阿明感到生氣，憤而用身上炸藥威脅，太子利用人質圍著逃出警方包圍，帶著翠兒攔下一部紅色寶馬轎車，駕車逃離，卻被路檢警察不知嫌犯有炸藥，開槍傷及翠兒，阿明找到紅色寶馬停在路上，與太子展開槍戰，但太子企圖想駕車逃離，被警方逼到碼頭圍住，太子眼見翠兒這麼愛著阿明，在無路可逃與炸彈倒數計時下，最後選擇開車入海自殺。

## 音樂
- 歌名：〈情歸落泊〉，黎明主唱。
- 歌名：〈明明白白我的心〉，陳淑樺、成龍合唱。

## 演員
| 演員   | 角色                                 |
| 黎明   | 阿明，是一名警察。（粵語配音：陳欣） |
| 張學友 | 太子                                 |
| 關之琳 | 翠兒                                 |
| 吳孟達 | 阿達                                 |
| 程東   | 東哥                                 |
| 李殿朗 | 霞姐                                 |
| 楚爵年 | 喪超                                 |
| 余國樂 | 線人                                 |
|        | 啞巴                                 |

## 軼事
有報導指歌手劉文娟參與過演出，可是上映時她的戲份全部刪除。

## 外部連結
- 開眼電影網上《明月照尖東》的資料（繁體中文）
- 豆瓣电影上《明月照尖東》的資料 （简体中文）
- 时光网上《明月照尖東》的資料（简体中文）
- AllMovie上《明月照尖東》的资料（英文）
- 香港影庫上《明月照尖東》的資料（繁體中文）
- 互联网电影数据库（IMDb）上《明月照尖東》的资料（英文）
- 香港電影資料館 明月照尖東[永久]
- 1992年香港電影票房 （页面存档备份，存于）